# Шывырялка
Шывырялка — малая река в городе Нефтекамск Республики Башкортостан, левый приток реки Маринка. Протекает по муниципальному образованию Касёво города Нефтекамск и является его границей. Согласно Закону Республики Башкортостан от 25 декабря 2002 г. N 402-з, границы муниципального образования Касёво города Нефтекамска «проходит до автомобильной дороги Нефтекамск — Ташкиново, далее по автомобильной дороге Нефтекамск — Ташкиново до пересечения с рекой Шывырялка.»
На реке установлена запруда, в пойме — нефтеразработка. Сильно загрязнена жителями пригородных села Касёво (Касево)

## Топографические карты
- Лист карты O-40-133. Масштаб: 1 : 100 000. Состояние местности на 1982 год. Издание 1983 г.